# Gare de Szombathely
La gare de Szombathely (en hongrois : Szombathely vasútállomás) est une gare ferroviaire hongroise, située à Szombathely.

## Histoire
La gare de Szombathely est l'une des plus élégantes gares privées d'Europe centrale. Le premier bâtiment est construit en 1865 par la compagnie Déli Vasút, propriété de la famille Rothschild, de façon à pouvoir desservir les gares de Budapest et Vienne en venant du port de Trieste sur la mer Adriatique. L'urbanisation rapide de la ville à la fin du XIXe siècle rend nécessaire la construction d'une nouvelle gare. Conçu par Gusztáv Posel en 1902, le nouvel édifice est de facture composite, avec une forte influence historisante. Celui-ci se dégrade lentement tout au long du XXe siècle, au point de nécessiter d'importants travaux de réhabilitation en 2006.